# 奥迪A7
奧迪A7（Audi A7）是奧迪自2010年開始生產的一款E級行政車。A7有四個无框玻璃门和一個掀背式的後車廂門，車身流線像是快背车。其概念車在2009年發佈，正式版于2010年7月26日首次在慕尼黑亮相，同年秋上市，2012年和2013年分別在此基礎上開發出奧迪S7和RS7。2018年發佈全新Audi A7 。

## 加长版本
由於奧迪A7在中國大陸市場相當受歡迎，並且一汽大眾A4L、A6L等長軸距國產奧迪車型在中國大陸地區取得的青睞，上汽大眾決定也將推出長軸距版本的A7，並取名為A7L，由奧迪總部以及中國區分部聯合研發。此車一改原本A7 Sportback的造型，而是采用了三廂車的設計，軸距由原本的2914mm增長至3026mm，車身內飾方面則是與普通A7相同。2021年9月26日，上汽奥迪A7L下线投产。

## 外部鏈接
- Audi Press Release July 2010